# Deus nacional
Deus Nacional são uma classe de divindades guardiãs ou divindades cuja preocupação especial é a segurança e o bem-estar de um grupo étnico (nação), e de líderes daquele grupo. Distinguem-se de outras figuras guardiãs, como deuses familiares responsáveis pelo bem-estar de clãs ou profissões individuais, ou deuses pessoais que são responsáveis pelo bem-estar de indivíduos.

## Deuses antigos
Na antiguidade, a religião era uma característica da cultura regional, juntamente com a língua, os costumes, as tradições, etc. Muitas dessas religiões étnicas incluíam deuses nacionais em seus panteões, como:
- Amaterasu dos japoneses;[1]
- Ámon, Amon-Rá[2] e Hórus para os egípcios;
- Apolo pelo povo de Troia;
- Aramasde para armênios
- Assur epônimo dos assírios;[3][4]
- Astarte para os sidônios;
- Atena-Micene epônima dos atenienses e micênicos;
- Baal para os fenícios;[5]
- Bathala do povo tagalo [en];
- Cos para os edomitas;[5]
- Dagom para a Filisteia;[5]
- Gaute para os gautas;[6]
- Huitzilopochtli dos astecas de Tenochtitlán;
- Indra para os índigenas védicos;[7]
- Inti para os incas;
- Itzamna para os maias;[4]
- O Imperador de Jade para os chineses
- Kataragama deviyo [en] para o Sri Lanka[4]
- Lug (mercúrio gaulês, Lugo, Lleu) para os antigos celtas;
- Marduque para os babilônios;
- Marte e Rômulo-Quirino para os romanos;
- Milcom [en] para os amonitas;[5]
- Ninsusinak para os elamitas;
- Perun para os antigos eslavos;
- Quemós para os moabitas;[5][8]
- Siam Devadhiraj [en] para os tais;
- A deusa da soberania [en] e epônima Ériu para a Irlanda ;
- Tengri para os turcos e mongóis;
- Tessube para os hititas;[9]
- Uade para o Reino de Auçã;[10]
- Javé[nota 1] pelos israelitas;
- Zalmoxis para os dácios .

## Na antiguidade
Na antiguidade, cada etnia (nação) tinha seu próprio panteão, que pode ou não ter se sobreposto ao de grupos vizinhos. Muitas dessas religiões tinham figuras guardiãs, que às vezes incluíam deuses nacionais, que eram considerados responsáveis pela segurança e bem-estar da nação e de seu povo, com uma preocupação especial pelo governante e guardião da nação. Esses deuses nacionais estavam ao lado dos deuses pessoais (ou seja, os deuses patronos que tinham um interesse especial no bem-estar pessoal de um indivíduo). Além disso, existiam os deuses familiares associados ao cuidado de um clã ou profissão, bem como os deuses associados a situações específicas ou à sua proteção (fertilidade, saúde, guerra, contratos e assim por diante).
Essa percepção da divindade era comum no mundo antigo. As divindades eram frequentemente localizadas geograficamente por associação a seus principais centros de culto, e no Antigo Oriente Próximo eram frequentemente divindades tutelares de suas respectivas cidades-estado . Muitos dos grupos étnicos individuais também se consideravam progênie de seus deuses nacionais. Por exemplo, na região que agora é o Iêmen, os sabeus, os mineus e os himiaritas se percebiam como filhos de Almacá, Uade e Samas, respectivamente. Da mesma forma, em Canaã, Milcom [en] exerceu esse papel para os amonitas, enquanto Quemós o fez para os moabitas .
A subsequente exaltação de Javé como uma figura suprema ocorreu não porque os deuses nacionais eram necessariamente os chefes de seus panteões (este certamente não era o caso dos deuses nacionais dos povos ao redor de Israel), mas como uma reação à mudança paisagem política, na qual outros deuses nacionais já haviam sido exaltados dessa forma. Como os povos eram percebidos como adorando efetivamente os mesmos deuses, meramente por nomes diferentes denomina essa "traduzibilidade"), a função de Javé como um deus nacional o havia automaticamente igualado a outros deuses nacionais. Assim, com a ascensão do Império Assírio multicultural no século X a.C., a ascensão concomitante do deus Assur da nação Assur, à proeminência intercultural influenciou como os deuses nacionais eram geralmente percebidos. Além disso, a unificação política dos estados-nação fragmentados sob um único chefe de estado supremo encorajou a ideia de uma cosmovisão multinacional de "um só deus" também. Por volta do século VII a.C., no entanto, a Assíria estava em declínio e os estados-nação menores começaram a reafirmar sua independência. Nesse contexto, o desenvolvimento de uma visão de mundo de "um só deus" no Reino de Judá do século VII a.C. pode ser percebido como uma resposta às reivindicações decrescentes de hegemonia cultural da ideologia assíria de "um só deus" da época. O processo é evidente em algumas partes da Torá que antecedem o século VI a.C. e, portanto, preservam vestígios da teologia centrada em um deus nacional durante o período monárquico do século X a.C.. "O Antigo Testamento ainda está ciente do fato de que YHWH, o deus nacional de Israel, originalmente era um dos deuses do conselho de El.(Deuterônimo 32:8–9)

## Período moderno

### Filipino
Em busca de uma cultura e identidade nacionais, longe das impostas pela Espanha durante os 300 anos da era colonial hispano-cristã, os revolucionários filipinos durante a revolução filipina propuseram a reviver as religiões étnicas indígenas filipinas e torná-las a religião nacional de todo o país . O Katipunan se opôs aos ensinamentos religiosos dos frades espanhóis, dizendo que eles "obscureciam em vez de explicarem as verdades religiosas". Após o renascimento do Katipunan durante a Guerra Hispano-Americana, uma forma idealizada das religiões folclóricas foi proposta por alguns, com a adoração a Deus sob o antigo nome de Bathala, que se aplica a todas as divindades supremas sob os muitos panteões étnicos no Filipinas . No entanto, o processo de revitalização das religiões indígenas das Filipinas não progrediu mais porque as forças filipinas foram derrotadas pelos americanos em 1902, o que levou à segunda colonização cristã do arquipélago.

### Cristão
Os missionários cristãos reinterpretaram repetidamente os deuses nacionais em termos do Deus cristão. Este fato se reflete nos nomes de Deus em várias línguas de povos cristianizados, como Shangdi ou Shen entre os cristãos chineses, Ngai [en] entre várias tribos do Quênia, etc.
Em um contexto moderno, o termo "deus nacional" se refere ao surgimento de igrejas nacionais dentro do Cristianismo.  Esta tendência de "nacionalizar" o Deus cristão, especialmente no contexto das igrejas nacionais que sancionaram a guerra contra outras nações cristãs durante a Primeira Guerra Mundial, foi denunciada como herética por Karl Barth.

### Alemão
Carl Jung em seu ensaio Wotan (1936) identifica o deus germânico da tempestade (líder da caçada selvagem), Wotan, como o deus nacional do povo alemão e adverte sobre a ascensão do nacionalismo alemão e, em última instância, a catástrofe então iminente do nazismo e da Segunda Guerra Mundial em termos do re-despertar deste deus:
"Mas o que é mais do que curioso — verdade, picante até certo ponto — é que um antigo deus da tempestade e do frenesi, o longo quiescente Wotan, deveria despertar, como um vulcão extinto, para novas atividades, em um país civilizado que há muito supostamente superado a Idade Média. [...] Eu arrisco a sugestão herética de que as profundezas insondáveis do caráter de Wotan explicam mais do Nacional-Socialismo do que todos os três fatores razoáveis [viz. econômico, político e psicológico] juntos. [...] Esta é uma experiência trágica e sem desgraça. Sempre foi terrível cair nas mãos de um deus vivo. Javé não era exceção a esta regra, e os filisteus, edomitas, amoritas e os demais, que estavam fora da experiência de Javé, certamente devem ter achado isso extremamente desagradável. A experiência semítica de Alá foi por muito tempo um assunto extremamente doloroso para toda a cristandade. Nós, que ficamos de fora, julgamos os alemães demais, como se fossem agentes responsáveis, mas talvez fosse mais próximo da verdade considerá-los, também, como vítimas."